# Jurnee Smollett
Jurnee Smollett (n. 1 octombrie 1986) este o actriță americană, cunoscută pentru rolul Jess Merriweather din serialul de televiziune Friday Night Lights. Cele mai notabile roluri ale sale sunt cele din filmele Secretul Evei, The Great Debaters și The Defenders.

## Biografie
S-a născut în New York, fiica lui Janet, activist pentru drepturile omului, și a lui Joel Smollett. Tatăl său este evreu și mama sa are origini afro-americane. Părinții săi s-au despărțit în 1997, iar divorțul lor s-a finalizat în 2003. Este al patrulea dintre cei șase copii. 
A primit critici favorabile pentru rolul său din producția independentă Eve's Bayou din 1997. La casting, regizorul Kasi Lemmons a fost cucerit de creola care era perfectă pentru un copil al anilor '60. A jucat împreună cu sora sa în show-ul de televiziune On Our Own (între anii 1994–1995) și a apărut în mai multe producții, având roluri mai mici, dintre care Hangin' with Mr. Cooper, Full House, Martin, Wanda At Large, House sau Anatomia lui Grey. În 1996 a fost distribuită în filmul lui Francis Ford Coppola, Jack. În anul 2000 a apărut împreună cu Sharon Stone (având rolul fiicei personajului interpretat de Sharon Stone) și Billy Connelly în comedia Beautiful Joe. În anul 2001 a jucat alături de o altă mare actriță, Angela Bassett, în filmul Ruby's Bucket of Blood, având tot rolul fiicei sale. 

## Filmografie

### Film
| An   | Film                                            | Rol                        | Note        |
| ---- | ----------------------------------------------- | -------------------------- | ----------- |
| 1996 | Jack                                            | Phoebe                     |             |
| 1997 | Secretul Evei                                   | Eve Batiste                |             |
| 2000 | Joe cel frumos                                  | Vivien                     |             |
| 2005 | Magie pe role                                   | Tori Turner                |             |
| 2006 | Echipa de încredere                             | Danyelle Rollins           |             |
| 2007 | La început a fost cuvântul                      | Samantha Booke             |             |
| 2012 | Captain Planet 4                                | Gaia                       | scurtmetraj |
| 2013 | Temptation: Confessions of a Marriage Counselor | Judith                     |             |
| 2016 | Hands of Stone                                  | Juanita Leonard            |             |
| 2017 | One Last Thing                                  | Lucy Dillinger             |             |
| 2020 | Păsări de pradă și fantastica Harley Quinn      | Dinah Lance / Black Canary |             |

### Televiziune
| An           | Film                                            | Rol                  | Note                                       |
| ------------ | ----------------------------------------------- | -------------------- | ------------------------------------------ |
| 1992         | Out All Night                                   | Laquita              | Episodul: "The Kid"                        |
| 1992–1994    | Full House                                      | Denise Frazer        | 12 episoade                                |
| 1992         | Hangin' with Mr. Cooper                         | Denise Frazer        | 4 episoade                                 |
| 1992         | Martin                                          | Little Girl          | Episodul: "I Saw Gina Kissing Santa Claus" |
| 1994–1995    | On Our Own                                      | Jordee Jerrico       | personaj principal (20 episoade)           |
| 1996         | NYPD Blue                                       | Hanna                | Episodul: "Where's 'Swaldo"                |
| 1998–2000    | Cosby                                           | Jurnee               | personaj principal (8 episoade)            |
| 1999         | Selma, Lord, Selma                              | Sheyann Webb         | film TV                                    |
| 1999         | Happily Ever After: Fairy Tales for Every Child | Ali Baba             | Episodul: "Ali Baba and the Forty Thieves" |
| 2001         | Ruby's Bucket of Blood                          | Emerald Delacroix    | film TV                                    |
| 2002         | Strong Medicine                                 | Ruby                 | Episodul: "Positive"                       |
| 2002         | ER                                              | Romy                 | Episodul: "Next of Kin"                    |
| 2003         | Wanda at Large                                  | Holly Hawkins        | personaj principal (6 episoade)            |
| 2006         | House                                           | Tracy                | Episodul: "Fools for Love"                 |
| 2008         | Grey's Anatomy                                  | Beth                 | 2 episoade                                 |
| 2009–2011    | Friday Night Lights                             | Jess Merriweather    | personaj principal (26 episoade)           |
| 2010–2011    | The Defenders                                   | Lisa Tyler           | personaj principal (18 episoade)           |
| 2012–2013    | The Mob Doctor                                  | Traci Coolidge       | 2 episoade                                 |
| 2013–2014    | True Blood                                      | Nicole Wright        | personaj principal (19 episoade)           |
| 2013         | Do No Harm                                      | Abby Young           | 2 episoade                                 |
| 2013         | Parenthood                                      | Heather Hall         | 7 episoade                                 |
| 2016–2017    | Underground                                     | Rosalee              | personaj principal (19 episoade)           |
| 2020         | The Twilight Zone                               | Jasmine Delancey     | Episodul: "Ovation"                        |
| 2020–prezent | Lovecraft Country                               | Letitia "Leti" Lewis | personaj principal                         |